# Giro dei Paesi Bassi 1977
Il Giro dei Paesi Bassi 1977, diciassettesima edizione della corsa, si svolse dal 22 al 27 agosto 1977 su un percorso di 1 043 km ripartiti in 5 tappe e un cronoprologo, con partenza da Alkmaar e arrivo a Heerlerheide. Fu vinto dall'olandese Bert Pronk della squadra Ti-Raleigh davanti all'irlandese Sean Kelly e al belga Rudy Pevenage.

## Tappe
| Tappa  | Data      | Percorso                            | km   | Vincitore di tappa | Leader cl. generale |
| ------ | --------- | ----------------------------------- | ---- | ------------------ | ------------------- |
| Prol.  | 22 agosto | Alkmaar > Alkmaar (cron. a squadre) | 4    | Ti-Raleigh         | Gerrie Knetemann    |
| 1ª     | 23 agosto | Alkmaar > Heerenveen                | 193  | Gerben Karstens    | Bert Pronk          |
| 2ª     | 24 agosto | Heerenveen > Nimega                 | 202  | Piet van Katwijk   | Bert Pronk          |
| 3ª     | 25 agosto | Hoogerheide > Goes                  | 192  | Freddy Maertens    | Bert Pronk          |
| 4ª     | 26 agosto | Goes > Budel                        | 205  | Ludo Peeters       | Bert Pronk          |
| 5ª     | 27 agosto | Budel > Heerlerheide                | 247  | Rudy Pevenage      | Bert Pronk          |
| Totale | Totale    | Totale                              | 1043 |                    |                     |

## Dettagli delle tappe

### Prologo
- 22 agosto: Alkmaar > Alkmaar (cron. a squadre) – 4 km

| Pos. | Squadra                     | Tempo |
| ---- | --------------------------- | ----- |
| 1    | Ti-Raleigh                  | 5'59" |
| 2    | Ijsboerke-Colnago           | a 7"  |
| 3    | De Onderneming-Marvik-Benco | a 10" |

| Pos. | Corridore        | Squadra    | Tempo |
| ---- | ---------------- | ---------- | ----- |
| 1    | Gerrie Knetemann | Ti-Raleigh | 5'59" |
| 2    | Dietrich Thurau  | Ti-Raleigh | s.t.  |
| 3    | Henk Lubberding  | Ti-Raleigh | s.t.  |

### 1ª tappa
- 23 agosto: Alkmaar > Heerenveen – 193 km

| Pos. | Corridore       | Squadra        | Tempo    |
| ---- | --------------- | -------------- | -------- |
| 1    | Gerben Karstens | Ti-Raleigh     | 4h48'10" |
| 2    | Sean Kelly      | Flandria       | s.t.     |
| 3    | Jan Huisjes     | De Onderneming | s.t.     |

| Pos. | Corridore  | Squadra    | Tempo |
| ---- | ---------- | ---------- | ----- |
| 1    | Bert Pronk | Ti-Raleigh |       |

### 2ª tappa
- 24 agosto: Heerenveen > Nimega – 202 km

| Pos. | Corridore         | Squadra    | Tempo    |
| ---- | ----------------- | ---------- | -------- |
| 1    | Piet van Katwijk  | Ti-Raleigh | 4h37'31" |
| 2    | Michel Pollentier | Flandria   | s.t.     |
| 3    | Joop Zoetemelk    | Miko       | s.t.     |

| Pos. | Corridore  | Squadra    | Tempo |
| ---- | ---------- | ---------- | ----- |
| 1    | Bert Pronk | Ti-Raleigh |       |

### 3ª tappa
- 25 agosto: Hoogerheide > Goes – 192 km

| Pos. | Corridore        | Squadra     | Tempo    |
| ---- | ---------------- | ----------- | -------- |
| 1    | Freddy Maertens  | Flandria    | 4h39'12" |
| 2    | Piet van Katwijk | Ti-Raleigh  | s.t.     |
| 3    | Eddy Vanhaerens  | Ebo-Superia | s.t.     |

| Pos. | Corridore  | Squadra    | Tempo |
| ---- | ---------- | ---------- | ----- |
| 1    | Bert Pronk | Ti-Raleigh |       |

### 4ª tappa
- 26 agosto: Goes > Budel – 205 km

| Pos. | Corridore              | Squadra     | Tempo    |
| ---- | ---------------------- | ----------- | -------- |
| 1    | Ludo Peeters           | Ijsboerke   | 5h11'59" |
| 2    | Ferdi Van den Haute    | Ebo-Superia | a 14"    |
| 3    | Jean-Luc Vandenbroucke | Peugeot     | a 22"    |

| Pos. | Corridore  | Squadra    | Tempo |
| ---- | ---------- | ---------- | ----- |
| 1    | Bert Pronk | Ti-Raleigh |       |

### 5ª tappa
- 27 agosto: Budel > Heerlerheide – 247 km

| Pos. | Corridore        | Squadra   | Tempo    |
| ---- | ---------------- | --------- | -------- |
| 1    | Rudy Pevenage    | Ijsboerke | 6h12'42" |
| 2    | Fedor den Hertog | Frisol    | s.t.     |
| 3    | Eric Jaques      | Maes Pils | a 1'46"  |

| Pos. | Corridore     | Squadra    | Tempo     |
| ---- | ------------- | ---------- | --------- |
| 1    | Bert Pronk    | Ti-Raleigh | 25h38'56" |
| 2    | Sean Kelly    | Flandria   | a 6"      |
| 3    | Rudy Pevenage | Ijsboerke  | a 1'34"   |

## Classifiche finali

### Classifica generale
| Pos. | Corridore              | Squadra                | Tempo     |
| ---- | ---------------------- | ---------------------- | --------- |
| 1    | Bert Pronk             | Ti-Raleigh             | 25h38'56" |
| 2    | Sean Kelly             | Flandria-Velda-Latina  | a 6"      |
| 3    | Rudy Pevenage          | Ijsboerke-Colnago      | a 1'34"   |
| 4    | Fedor den Hertog       | Frisol-Thirion-Gazelle | a 2'50"   |
| 5    | Ludo Peeters           | Ijsboerke-Colnago      | a 3'20"   |
| 6    | Jean-Luc Vandenbroucke | Peugeot-Esso-Michelin  | a 3'56"   |
| 7    | Eric Jaques            | Maes Pils-Mini-Flat    | a 7'48"   |
| 8    | Patrick Lefevere       | Ebo-Superia            | a 8'21"   |
| 9    | Eric Loder             | Flandria-Velda-Latina  | a 10'04"  |
| 10   | Frank Hoste            | Ijsboerke-Colnago      | a 11'11"  |